# Mixed Juice
『Mixed Juice』（ミックスジュース）は、ジャニーズWESTの8作目のスタジオ・アルバム。2022年3月9日にジャニーズ・エンタテイメントから発売された。

## 概要
初回盤A・B、通常盤の3種類で発売され、それぞれ収録内容・ジャケット写真ともに異なる。
『ジャンルも年代も、カラフルにポップにハッピーに、なんでもかんでもごちゃまぜにミックス！』がコンセプトのアルバム。あいみょんが書き下ろした2021年5月5日発表の「サムシング・ニュー」から2022年1月19日リリースの「黎明」「進むしかねぇ」までのシングル曲や、アッパーな表題曲「Mixed Juice」、関西らしさ満載のシュールでクールな「しらんけど」、また他アーティストとの『ミックス企画』として橋口洋平（wacci）提供の「涙腺」、eill提供の「ブルームーン」、柳沢亮太（SUPER BEAVER）提供の「つばさ」といった楽曲が収録される。
初回盤AのCDにはキタニタツヤ書き下ろしの「セラヴィ」、syudou書き下ろしの「努力賞」、DVDには「Mixed Juice」のミュージック・ビデオとメイキング、「しらんけど」のミュージック・ビデオとメイキングが収録される。その他、初回盤BのCDには、ユニット曲「Plan B」「情熱」、DVDには「ジャニーズWEST 7周年生配信イベント『虹会』」、通常盤のCDにはメンバーの重岡大毅と神山智洋が制作した新曲「じゃあね」「Contrails」がそれぞれ収録される。
本アルバムの初回盤A・Bに封入されているID①、②で視聴可能となるジャニーズWEST 8周年生配信トーク＆ライブ「虹会」は、2022年4月23日の19:00より見逃し配信無しで配信された。また『Mixed Juice オリジナルキャップ（全7色（赤・オレンジ・黄・緑・青・紫・ピンク）・各777個限定）』は、本アルバムの通常盤（初回プレス）に封入されている応募ID一口で好きな色を一つ選んで応募可能である。
「Mixed Juice」Official Music Video (YouTube Ver.)が1月28日の21:00に、「しらんけど」Official Music Video (Short Ver.)が2月14日の21:00に、それぞれYouTubeでプレミア公開された。ジャニーズWEST側は1月29日の12:00に「#MixedJuiceChallenge」と題した映像を公開して「メンバーと一緒にYouTubeショートやTikTokでダンスにチャレンジしよう」と踊ってみた動画の投稿を呼びかけており、この2曲の音源を180秒以内で使用した踊ってみた動画に関しては、著作権法に基づく削除の手続きは行わないとしている。

## 特典

### 仕様・封入特典
初回盤A
- スペシャルパッケージ仕様
- 36Pブックレット
- 8周年生配信トーク&ライブ「虹会」視聴ID①封入

初回盤B
- スペシャルパッケージ仕様
- 36Pブックレット
- 8周年生配信トーク&ライブ「虹会」視聴ID②封入

通常盤
- 24Pブックレット
- オリジナルキャップ応募ID封入（初回プレスのみ）

### 店頭先着特典
- 初回盤A - Mixed Juice ステッカーA[17]
- 初回盤B - Mixed Juice ステッカーB[17]
- 通常盤 - Mixed Juice ステッカーC[17]

## チャート成績
初週21.3万枚を売り上げ、2022年3月15日発表のオリコン週間アルバムランキングでは初登場1位を記録し、2020年3月30日付で1位を獲得した『W trouble』、2021年3月29日付での『rainboW』に続き、3作連続、通算7作目の1位獲得となった。また、オリコン週間合算アルバムランキングでも、前述のアルバムを含めて通算3作目の1位を獲得した。

## 収録曲

### CD

#### Disc 1（初回盤A）
1. Mixed Juice
作詞：Kanata Okajima・栗原暁（Jazzin'park）、作曲：Kanata Okajima・久保田真悟（Jazzin'park）・栗原暁（Jazzin'park）、編曲：久保田真悟（Jazzin'park）
  - 本作の表題曲[18]
  - PILOT“Juice”タイアップソング

本作のミュージックビデオをモチーフに、7人のメンバーと各メンバーそっくりな指人形が登場するWEB動画『#Juice 持って Mixed Juice 踊ってみた』が2月24日より株式会社パイロットコーポレーションの特設サイトで公開された。重岡が過去にアップロードしていた手の甲に顔を描いた指ダンス動画を「ジュース」の制作陣が視聴したことが制作のきっかけ。[18]
2. サムシング・ニュー
作詞・作曲：あいみょん、編曲：ha-j
  - 16thシングル
3. しらんけど
作詞・作曲・編曲：庄田ゲゲゲ・corin
  - 関西人の口癖「しらんけど」や「しらんのかい」がシティーポップ調に繰り返される楽曲[19]。
4. 喜努愛楽
作詞：吸血亭賛美、作曲：偉町大介、編曲：MUTEKI DEAD SNAKE
  - 17thシングルの2曲目
  - 日本テレビ系 シンドラ『武士スタント逢坂くん!』主題歌
5. 涙腺
作詞・作曲：橋口洋平（wacci）、編曲：村中慧慈（wacci）・因幡始（wacci）
6. セラヴィ（初回盤Aのみ）
作詞・作曲：キタニタツヤ、編曲：Nobuaki Tanaka・キタニタツヤ
7. Anything Goes
作詞：KOMU、作曲：KOMU・YU、編曲：YU
8. Born To Be Wild
作詞：MiNE・Atsushi Shimada、作曲：Xisco・坂室賢一・Tommy Clint、編曲：Xisco
9. ブルームーン
作詞：eill、作曲：eill・Ryo 'LEFTY' Miyata、編曲：Ryo 'LEFTY' Miyata・eill・nabeLTD・Katsushiro Sato
10. 努力賞（初回盤Aのみ）
作詞・作曲・編曲：syudou
11. 進むしかねぇ
作詞・作曲・編曲：田尻知之（note native）・本澤尚之
  - 18thシングルの2曲目
  - ABCテレビ・テレビ朝日系『あなたの代わりに見てきます！リア突WEST』テーマソング
12. 黎明
作詞：Kanata Okajima・栗原暁（Jazzin'park）、作曲：Kanata Okajima・久保田真悟（Jazzin'park）・栗原暁（Jazzin'park）、編曲：久保田真悟（Jazzin'park）
  - 18thシングルの1曲目
  - テレビ朝日系 オシドラサタデー『鹿楓堂よついろ日和』主題歌
13. でっかい愛
作詞：岩越涼大・村野直球・栗原暁（Jazzin'park）、作曲：岩越涼大、編曲：ha-j
  - 17thシングルの1曲目
  - TBS系金曜ドラマ『#家族募集します』主題歌
14. つばさ
作詞・作曲：柳沢亮太（SUPER BEAVER）、編曲：柳沢亮太（SUPER BEAVER）・ha-j

#### Disc 1（初回盤B）
1. Mixed Juice
2. サムシング・ニュー
3. しらんけど
4. 喜努愛楽
5. 涙腺
6. Plan B（初回盤Bのみ）- 中間淳太・神山智洋・藤井流星・小瀧望
作詞・作曲・編曲：PURPLE NIGHT ・Yohei
7. Anything　Goes
8. Born To Be Wild
9. ブルームーン
10. 情熱（初回盤Bのみ）- 重岡大毅・桐山照史・濵田崇裕
作詞：上中丈弥、作曲：久保裕行、編曲：久保裕行・名村武
11. 進むしかねぇ
12. 黎明
13. でっかい愛
14. つばさ

#### Disc 1（通常盤）
1. Mixed Juice
2. サムシング・ニュー
3. しらんけど
4. 喜努愛楽
5. 涙腺
6. Contrails（通常盤のみ）
作詞・作曲：神山智洋、編曲：神山智洋・akkin
7. Anything Goes
8. Born To Be Wild
9. ブルームーン
10. じゃあね（通常盤のみ）
作詞・作曲：重岡大毅、編曲：生田真心
11. 進むしかねぇ
12. 黎明
13. でっかい愛
14. つばさ

### DVD

#### Disc 2（初回盤A）
1. 「Mixed Juice」Music Video & Making
2. 「しらんけど」Music Video & Making

#### Disc 2（初回盤B）
1. ジャニーズWEST 7周年生配信イベント「虹会」